# 講談倶楽部

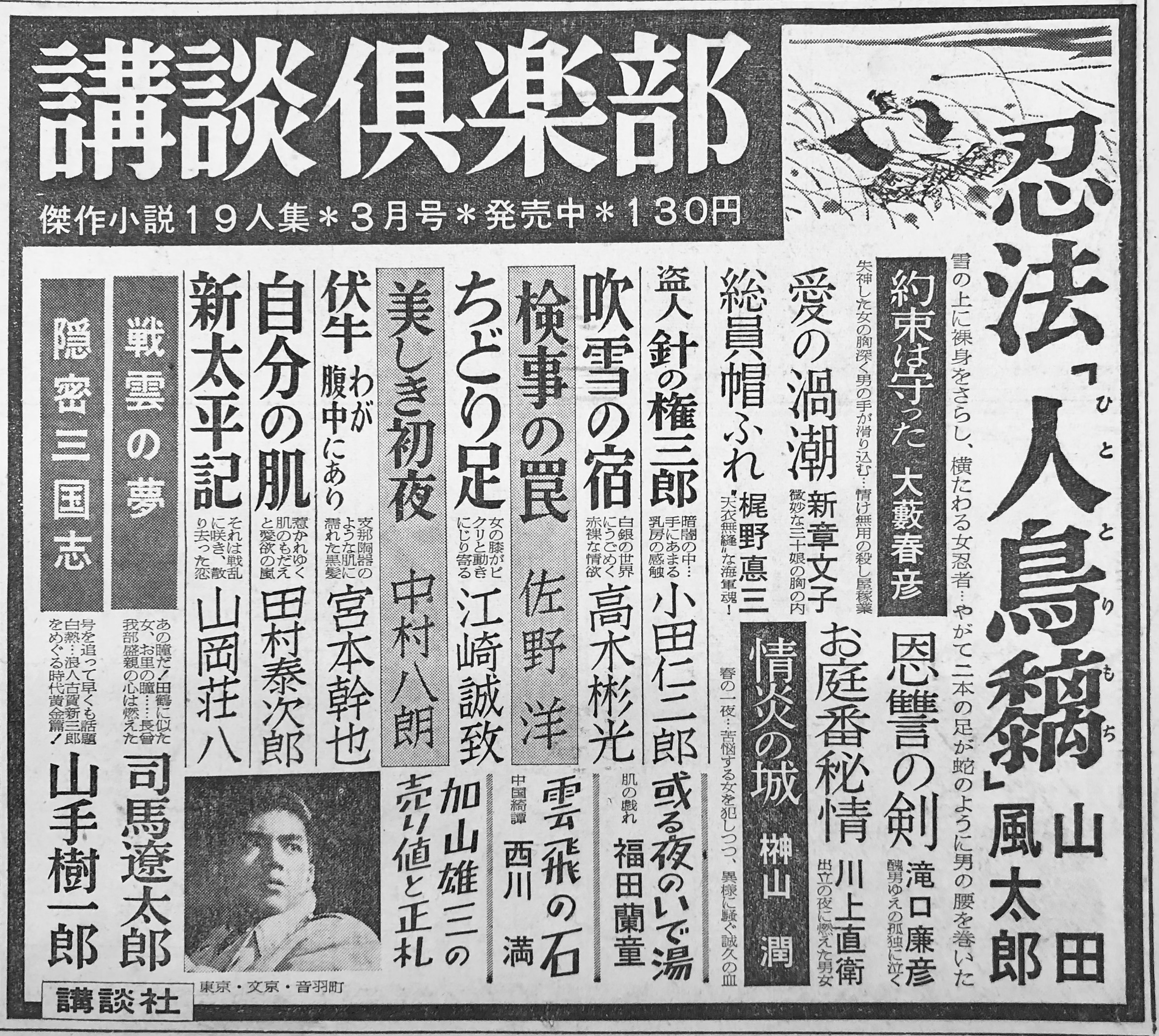
『講談倶楽部』1961年3月号の広告

『講談倶楽部』（こうだんくらぶ）は、講談社が発行した大衆文学雑誌。1911年（明治44年）創刊、第二次世界大戦による中断を挟んで1962年（昭和37年）廃刊。速記講談に始まり、時代小説などの大衆文学雑誌として人気を博した。

## 戦前

### 創刊
1884年（明治17年）に三遊亭円朝の『牡丹灯籠』速記本が刊行されヒットして以来講談速記本が流行し、新聞でも松林伯円、松林伯知、一龍斎貞山の連載講談が載るようになり、講談を載せない『東京朝日新聞』でも半井桃水や村上浪六などの通俗的な歴史読物を掲載、『文芸倶楽部』でも講談、落語の増刊号の売れ行きがよく、また日露戦争後から始まる講談を口述に似せて書く「書き講談」（『立川文庫』など）が人気を得ていた。1910年に国民新聞社に入った望月茂と伊藤源宗はこの人気に目を付けて専門雑誌化を思いつき、知り合いの佐久良書房に持ち込むが断られる。そこで、講談と演説（弁舌）の境目がたぶんにあいまいであった状況下で、1909年に弁論の気風による青少年教育のために大日本雄弁会を起こして『雄弁』を創刊して成功していた野間清治にこの企画を野間に持ち込むと、野間はこれに賛同し、大衆啓蒙の手段として講談を出版に取り入れようとして、1911年11月に速記講談を主にした『講談倶楽部』を創刊した。誌名は、野間は『快談倶楽部』を主張したが、望月らの案で『講談倶楽部』となった。これにより大日本雄弁会は講談社の名も持つことになる。創刊号は細川風谷などが講談を書き下ろしたものを原稿にして、表紙は真山孝治、定価18銭、1万部刷って1200部売り上げと初期は返本の山だった。
1912年に望月が『上州新報』に移ることになり、『雄弁』の記者をしていた淵田忠良を編集に入れ、この頃から発行部数は少しずつ上向いていき、8000部ほどが売れるようになる。この年の10月に、文光堂で同種の雑誌『講談世界』が発刊され、これに触発されて折り込み口絵のページを翌年から付けて、この井川洗厓の口絵も好評で部数を伸ばした。

### 人気の定着
1913年（大正2年）には臨時増刊「浪花節十八番」を出して好評となるが、講釈師たちが浪花節語りと同列にされることに反発したのと、速記による講談落語を供給していた今村次郎が講談社に独占権を求めるのと浪花節掲載を見合わせることを申し入れたのを断られたことで、今村は『講談世界』上で講談社攻撃を行う。それに対して『講談倶楽部』では、書き講談を「新講談」と称して掲載、これがかえって読者に支持されるようになり、紙面から速記講談を一掃する。この新講談の書き手には、それまでの半井桃水、稲岡奴之助、行友李風、大谷内越山などに、今村次郎に同調しない伊藤痴遊、細川風谷、坂本富岳らの講釈師グループ、小説家の江見水蔭、須藤南翠、本田美禅、山野芋作（長谷川伸）などが加わることになった。同年秋の臨時増刊号の「新講談を勃興させよ」という特集には、福本日南、正宗白鳥、岡本綺堂、巖谷小波らも寄稿した。これが大衆文芸がマスメディア化していく端緒となる。
その後1914年から大々的に懸賞募集を行い、吉川英治が入選してデビューし、販売部数も増えて翌年には2万部となり、姉妹誌『面白倶楽部』も創刊した。1917年頃には新講談と家庭読物が人気を集め、佐藤紅緑らの長篇小説が注目され、流行作家だった前田曙山の時代小説「雪子の御方」（1914年夏期増刊号）はそれまでの勇壮な講談とは違い、艶やかさが満ちて特に人気を集めた。1915年には渡辺霞亭の悲恋もの「千鳥ヶ淵」連載も人気となり、続いて第一次世界大戦による好景気の影響もあって売れ行きは飛躍的に増加していく。
1922年には当時新潮社の記者だった中村武羅夫「夜の潮」（藤沢章人名義）、1923年には大家長田幹彦「波のうへ」を連載した。またこの頃は、小栗風葉やその門下の岡本霊華、真山青果に中村と、一門総出で誌面を飾っていた。1924年には15万部ほどになる。

### 誌面の諸相
当時の人気作家村上浪六は野間と親しかった縁で、1926年「妙法院勘八」以来数多く連載した。同年には佐藤紅緑「勘八物語」も始まり、「二人勘八」と呼ばれた。
また1923年には一龍斎貞山ら講談師と和解し、速記講談の掲載も復活した。この影響で『キング』『面白倶楽部』でも速記講談を掲載し始める。新作落語は鶯亭金升、今村信雄（今村次郎の子）、野村無名庵、大河内翠山、高沢路亭（田河水泡）などが執筆。また社会講談が提唱されていた折りには白柳秀湖に依頼して百姓一揆を題材にした「義人文殊九助」を1924年から連載、後にはプロ文学系の貴司山治や片岡鉄兵らも執筆した。歴史実話ものの流行時には、望月紫峰（茂）が聞き手になって、田中光顕伯爵の聞き書き「維新風雲回顧録」（1926年）などを掲載。1926年からは佐々木邦のユーモア小説を掲載。珍しい経済読み物として谷孫六「岡辰押切り帖」が1928年から連載。
大正末からは『新青年』での探偵小説流行を取り入れて、シャーロック・ホームズ、アルセーヌ・ルパンの翻案物や、高橋定敬による探偵実話、続いて甲賀三郎、小酒井不木の短篇、保篠龍緒の連載長篇「妖怪無電」などを掲載。1929年からは大下宇陀児「阿片夫人」、江戸川乱歩「蜘蛛男」「魔術師」「恐怖王」「人間豹」などが連載された。
当時の娯楽雑誌では付録をつけることも流行しており、1925年新年号から付録を付けるようになる。この年は谷脇素文による川柳漫画双六で、以後毎年続く。1929年には「全国金満家番付」、1931年はこれと「多額納税者一覧」、1934年8月号は「明治大正昭和流行歌民謡全集」と、新しいアイデアでこれも人気を博した。昭和10年代には4、50万部となる。

### 芸能・スポーツ
創刊号から「劇場評判記」「お芝居物語」などの芸能記事が掲載されており、1916年から1922年には演技批評「女優月旦」連載などの芸能読物が続いていた。1922年からはゴシップ記事も増え、1923年1月号「宝塚少女歌劇花形女優初舞台の思出」では「女優」という呼び方をめぐって名誉毀損で訴えられることにもなった（後に和解）。1931年から川口松太郎による『女優情史』シリーズを連載、第1回は「愛と悩みの夏川静江」。1934年からは丸尾長顕の宝塚女優ものも掲載された。
スポーツも、1931年頃から野球、相撲の記事が増える。当時としては珍しい、取組への懸賞「講談倶楽部賞」も出す。将棋でも、講談社の企画として、当時の6人の八段を相互に対戦させる、八段総出勝継ぎ大棋戦も、新聞社には出来ない企画として1927年に開催されて誌上掲載された。土居市太郎、大崎熊雄、金易二郎、花田長太郎、木村義雄、木見金治郎が出場し、対局料75円も破格だった。この後読売新聞でも同種の棋戦が行われ、講談倶楽部でも1938年に再度八段戦を開催、続いて2次の勝抜き戦も行われた。

### 時局色
1932年4月号では特集で「愛国小説軍事美談集」（三上於菟吉「哭くな戦友」など4編）を組むなど、時局色が投影されるようになる。翌5月号では陸海軍将校による「戦争ロマンス大座談会」、1933年5月号で「愛国読物大特集」、6月号で「従軍記者大座談会」など。『少年倶楽部』で名声を上げた山中峯太郎も、1932年から頻繁に掲載され、兵隊小説「団子二等兵」も連載した。
1941年には陸軍省から、木村毅に大山巌元帥を書いて欲しいとの要請により、「大山元帥」を連載した。戦局が進むに連れて言論統制が強まり、1940年の川口松太郎「女浪曲師」は軍部の圧力で連載を打ち切られ、終戦の1945年には10万部程度に落ち、ページ数も32ページとなる。

## 戦後
CIEから戦争協力雑誌として「ワースト・マガジン」とされるなど、時代小説は民主化に逆行するものという第二次世界大戦後の風潮にあって、1946年2月号で休刊した。講談社では『講談倶楽部』の復刊に踏み切れないでいたが、『冨士』『面白倶楽部』などの売れ行きのよさを見て、1949年1月号（1948年11月発行）から復刊した。山手樹一郎が覆面で書いた「新篇八犬伝」連載が人気を呼んだ他、バラエティーに富んだ娯楽雑誌として再スタートした。海音寺潮五郎、山本周五郎、角田喜久雄らの戦前からの時代小説作家に加え、山田風太郎、鳴山草平、宮本幹也などの新しい作家が執筆した。戦後創刊された『小説新潮』や、戦前からの『オール讀物』などの中間小説路線に時代の人気は移っていく中、1952年には講談倶楽部賞を創設、第2回に春桂太（伊藤桂一）、第8回に司馬遼太郎がデビュー、また第1回の予選通過者には田辺聖子がいた。
しかし時流により、講談社は『少年倶楽部』『少女倶楽部』とともに1962年11月で『講談倶楽部』を廃刊し、12月から中間小説誌『小説現代』を創刊する。これが、既に1960年に廃刊されていた光文社『面白倶楽部』などを含めた、いわゆる倶楽部雑誌の最後となった。廃刊に際し尾崎士郎が朝日新聞に掲載した一文では、「ある時期、たしかに「講談社文化」の時代的影響は、批判の是非いかんにかかわらず、重要な意味を残している。その根柢を形成したものが「講談倶楽部」であったことだけは絶対に疑う余地もあるまい。」と述べられた。